# Годфри, Рут
Рут Годфри (англ. Ruth Godfrey (actress), 24 февраля 1922, Иллинойс — 7 января 1985, Нортридж) — американская киноактриса, наиболее известная по работе в нескольких короткометражках «Трёх балбесов». Она также работала под именем Рут Годфри Уайт.

## Карьера

### Танцы
Годфри танцевала в постановке «Знакомство с людьми» в нью-йоркском ночном клубе LaConga в 1942 году. Она танцевала в «Кое-что для мальчиков» на Бродвее в 1943 году и присоединилась к другим актёрам, развлекая солдат в больнице. Она и другие исполнители, в том числе Аллен Дженкинс, совершили четырёхмесячный тур по Гавайским островам с USO-Camp Shows.

### Фильмы
Годфри была помощником директора по танцам в Warner Brothers в течение десяти лет. У неё был контракт с Columbia Studios на два года, начиная с 1946 года.
Она была хореографом «Десяти заповедей» в Paramount Pictures. Годфри обучала таких звезд, как Джимми Кэгни, Джин Нельсон, Джейн Пауэлл, Энн Сотерн и Люсиль Болл.
Годфри впервые присоединилась к Columbia Pictures в составе The Jack Cole Dancers вместе с актрисами второго плана Нитой Бибер и Глорией Патрис. Все трое появятся в её дебютном фильме 1946 года с «Тремя балбесами», «Ритм и плач».
Она была танцовщицей в «Hats Off» Soundie (1943), исполнив песню «Где ты взял эту шляпу?» с Winnie Hoveler Dancers.
Годфри появилась ещё в нескольких фильмах «Трёх балбесов» на протяжении 1950-х годов, таких как «Выстрел на границе», «Заплесневелые мушкетёры» и «Простите мой обратный огонь». Примечательно, что Годфри стала единственной актрисой в истории фарсового комедийного трио, нанёсшей тройную пощёчину — дважды — «Трём балбесам» в фильме 1957 года «Весёлая путаница». Хотя она снялась менее чем в 10 фильмах с комедийной командой, Годфри — одна из немногих актрис, которые работали с пятью из шести балбесов (Шемп Ховард, Мо Ховард, Ларри Файн, Керли Ховард и Джо Бессер) на плёнке в различных воплощениях группы.
Годфри ушла из кино вскоре после прекращения производства короткометражных фильмов «Трёх балбесов» в декабре 1957 года.

## Личная жизнь
Свёкром Годфри был руководитель по короткометражкам Columbia Pictures Джулс Уайт.

## Смерть
Годфри умерла от хронической обструктивной болезни лёгких в районе Нортридж в Лос-Анджелесе, Калифорния, 7 января 1985 года.